# Желтоголовый королёк
Желтоголо́вый королёк (лат. Regulus regulus) — мелкая певчая птица семейства корольковых, распространённая в зоне лесов Евразии. Это самый маленький представитель орнитофауны в Европе и России, своими размерами сравнимый разве что с крапивником, красноголовым корольком и корольковой пеночкой. Другая отличительная особенность этой птицы — яркая золотисто-жёлтая полоска на темени, «корона», благодаря которой птица приобрела своё научное и русское название.
Очень подвижная птица, постоянно перепархивает с одной ветки на другую, на тонких веточках принимает различные позы, в том числе и вниз головой. Как правило, держится в верхней части кроны деревьев и малозаметна с земли. Гнездится в хвойных и смешанных лесах, в том числе глухой темнохвойной тайге, а также в больших садах и парках с участием старых еловых деревьев. Зимой сбивается в смешанные стайки с мелкими синицами и кочует за пределами гнездовых биотопов, встречаясь в лиственных лесах и в кустарниковых зарослях. В гнездовой период скрытная птица, в остальное время года очень доверчивая и подпускает человека на близкое расстояние. Кочующий, частично перелётный вид, своим образом жизни во многом напоминающий синиц. Национальная птица Люксембурга.

## Описание

### Внешний вид

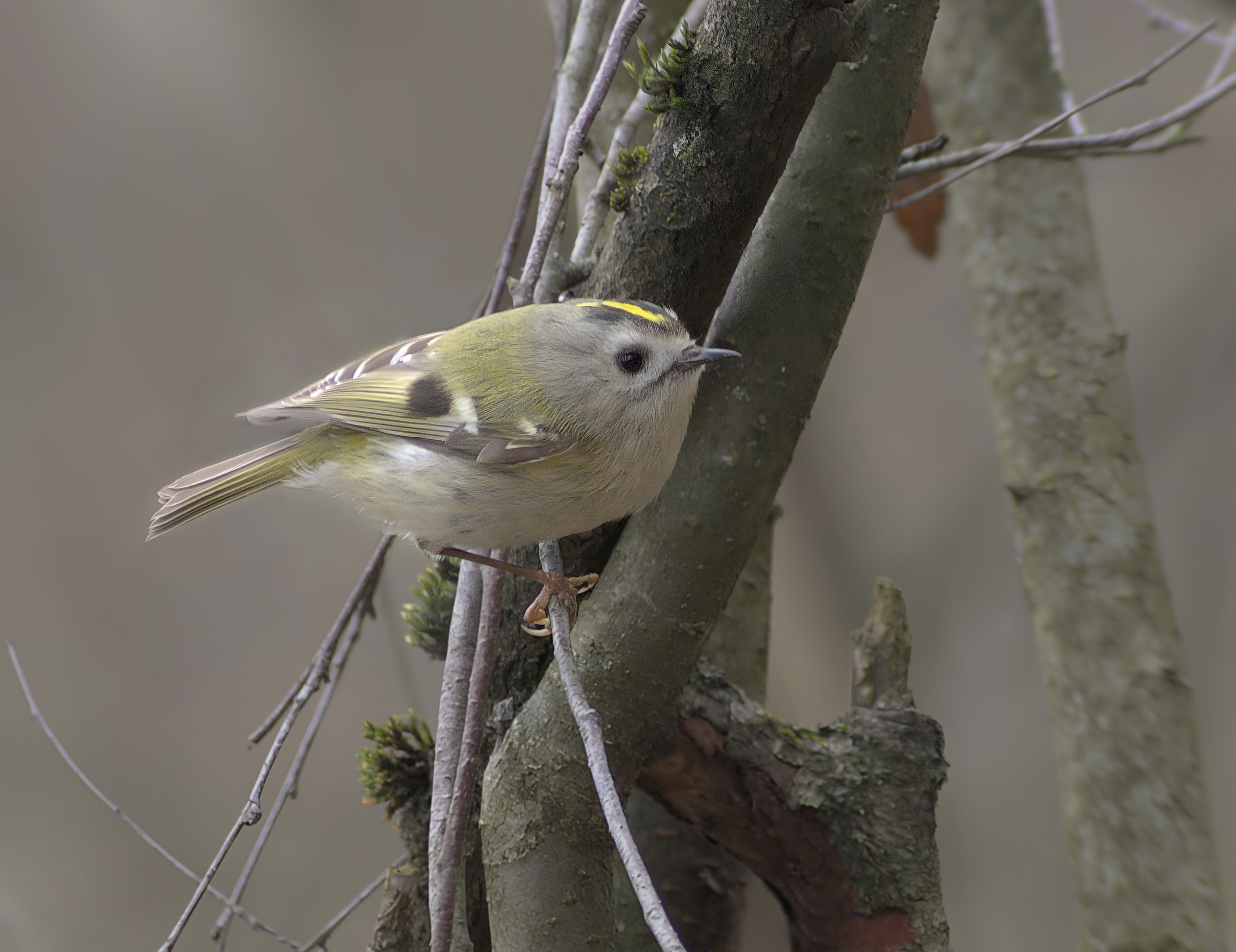
Желтоголовый королёк, Битцевский лес

Очень мелкая птица, своим шарообразным сложением похожая на пеночек, с очень коротким хвостом, короткой шеей и большой головой. Длина тела 9—10 см, размах крыльев 15—17 см, масса 4-8г. Верх зеленовато-оливковый, низ сероватый, на крыле выделяются две белые поперечные полоски. Вдоль темени проходит жёлтая с чёрными каёмками полоса, более широкая и с оранжевым оттенком у самца, и с лимонным оттенком у самки. Когда птица взволнована, жёлтые перья приподнимаются и образуют небольшой хохолок. Вокруг глаза тонкое кольцо белых коротких пёрышек. Клюв тонкий и заострённый. Молодые птицы похожи на взрослых, до первой осени отличаясь от них отсутствием жёлтой полосы на голове. Близкий и сходный по окрасу красноголовый королёк, на территории России встречающийся только во Псковской области и на западе Большого Кавказа, отличается хорошо заметной белой бровью и чёрной уздечкой. Корольковая пеночка, распространённая в Сибири и на Дальнем Востоке, имеет жёлтую бровь, чёрную полоску через глаз и жёлтое пятно на пояснице. Выделяют до 14 подвидов желтоголового королька, отличающихся между собой деталями окраски и в отдельных случаях экологией.

### Голос
Легче всего королёк распознаётся по характерному пению, особенно когда его трудно обнаружить в верхнем ярусе леса. Обычная позывка — тонкий писк «ци-ци-ци», состоящий из 2—3 слогов и выполняемый на очень высокой ноте — многие люди старшего возраста не воспринимают звуки в этом диапазоне. Песня мелодичная, состоит из чередования высоких ритмичных свистов «при-тют-ии…при-тют-ии…при-тют», в конце которой звучит короткая трелька. Эта мелодия, которая продолжается до 6 секунд, обычно повторяется 4—6 раз подряд. Иногда песне предшествует запевка из одного или нескольких односложных звуков в той же тональности.
Регулярное пение самцов продолжается в период размножения — с середины апреля по август, когда птенцы второго выводка приобретают способность к полёту. Пение отдельных самцов можно услышать уже в конце февраля или марте, а также в сентябре. Песня выражает общее возбуждение птицы, и не связана только с территориальным или брачным поведением.

## Распространение

### Ареал

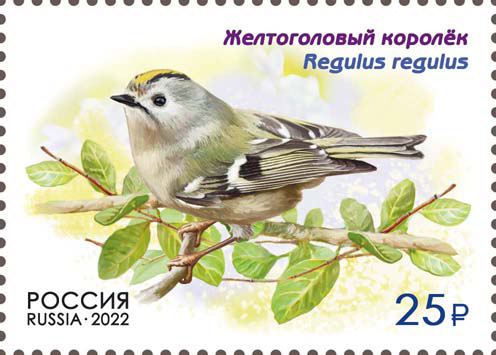
Почтовая марка 2022 год

Желтоголовый королёк распространён на большей части Евразии, а также на Канарских и Азорских островах. При этом ареал этой птицы находится в промежутке между июльскими изотермами в 14 °C и 23 °C, и почти полностью совпадает с областью распространения ели обыкновенной, а также других азиатских видов ели. К северу от средней части Западной Европы гнездится практически повсеместно, где имеются подходящие биотопы, к югу ареал разобщён — птица лишь местами гнездится в восточной части Пиренейского полуострова, на юго-западе Франции, в Италии, странах Балканского региона и Румынии. К западу и югу от Пиренейских гор и на крайнем севере Скандинавии отсутствует вовсе, на остальной территории встречается как минимум в период зимних кочёвок.
На север поднимается в Норвегии до 70° с. ш., в Карелии и на Кольском полуострове до 67° с. ш., между Белым морем и Уральским хребтом до 65° с. ш., в области Уральского хребта и в Западной Сибири до 62° с. ш., до Восточного Саяна и хребта Хамар-Дабан. На Украине к югу до Киевской, северных районов Черниговской и Сумской областей, в России до Тамбовской, Пензенской, Нижегородской областей, до Южного Урала, в Западной Сибири до 54° с. ш., до центрального и северо-восточного Алтая, Западного Саяна, хребтов Танну-Ола и Хамар-Дабан.
Отдельные участки в Крыму, в Малой Азии вдоль берегов Средиземного и Чёрного морей, на южных склонах Кавказа, Армянском Тавре и Эльбурсе. Джунгарский Алатау, Кетмень, Тянь-Шань к югу до Алайского хребта. От хребта Сафедхох и северо-западной окраины Гималаев к востоку по Гималаям до северных районов провинции Юньнань. Восточный Тибет к востоку до хребта Циньлин и восточной окраины Сино-Тибетских гор, к северу до хребта Рихтгофена, к югу до северной Юньнани. Британские, Канарские, Азорские острова, Сардиния, Сицилия, Сахалин, Курильские острова Итуруп, Кунашир и Шикотан, японские Хоккайдо и Хонсю.

### Места обитания

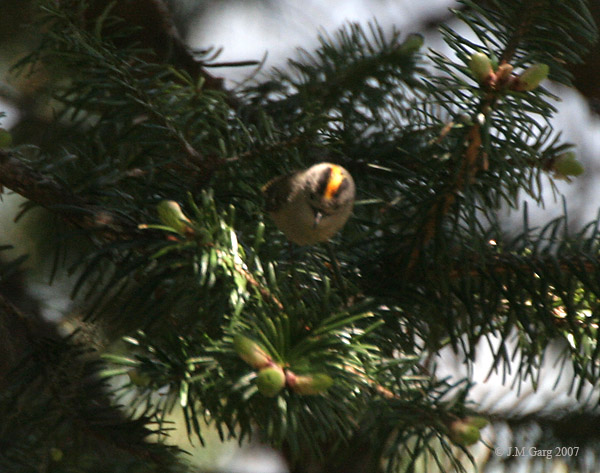
Во время размножения желтоголовые корольки почти не заметны в хвое могучих елей

На большей части территории основной гнездовой биотоп — высокоствольные ельники, иногда с примесью сосны горной (Pinus mugo) и пихты белой. Реже гнездится в смешанных елово-широколиственных лесах и высокогорных кедровниках; боров с участием лиственницы и сосны обыкновенной избегает в любое время года. На севере и в Сибири характерен для темнохвойной тайги, однако встречается там достаточно редко — возможно, изучен недостаточно в силу скрытного образа жизни. На Азорских островах, где местный лавровый лес почти полностью вырублен, хорошо приспособился к интродуцированному японскому кедру, многочисленен в небольших рощицах можжевельника азорского. На Канарах, помимо лаврового леса, охотно гнездится в лесах с участием сосны канарской (Pinus canariensis) и завезённой сюда сосны лучистой. Во внегнездовой период биотопы более разнообразны и могут включать в себя кустарниковые заросли, лиственные и смешанные леса, сады и парки. В горах встречается до верхней кромки леса — в швейцарских Альпах до 2200 м, на Кавказе до 2000 м, в Гималаях до 4000 м, в Японии до 2600 м над уровнем моря.

### Характер пребывания
Преимущественно оседлый вид, совершающий нерегулярные кочёвки в зимние месяцы. Только на крайнем севере ареала перемещения на юг приобретают характер полноценной миграции. Масштаб таких перемещений может варьировать очень сильно: в одни годы осенние кочёвки корольков напоминают массовый исход — инвазию, а в другие почти не заметны. Такая разница объясняется не только суровостью зимы, но и повышенной конкуренцией птиц за доступ к кормам в отдельные годы. Если зима в предыдущий сезон была достаточно мягкой, следовательно, большее количество птиц смогло пережить это время года и вывести потомство — повышенная плотность вынуждает птиц искать пропитание в районах с более мягким климатом. Подобно другим мелким птицам, как, например, крапивнику или ополовнику, в холодную погоду корольки ночуют группами в каком-либо укрытии, тесно прижавшись друг к другу.

## Размножение
Сезон размножения в зависимости от района обитания начинается в апреле или начале мая, когда смешанные стайки корольков распадаются и птицы разбиваются на пары. Как правило, для постройки выбирается высокое дерево, обычно старая ель с густыми раскидистыми лапами. Гнездо почти шарообразное (несколько сплюснутое с боков), подвесное, хорошо замаскировано в свисающих ветвях на расстоянии 1,5—2 м от ствола и на высоте от 3 до 15 м (чаще всего 6—8 м) от земли. Сбоку в верхней части гнезда имеется поперечно-округлое лётное отверстие. Наружный диаметр гнезда около 11 см, внутренний диаметр 6,5 см, размеры летка 28 х 34 мм. Строят гнездо обе птицы в течение трёх недель, хотя большую часть работы выполняет самец. Наружные стенки изготавливаются из разнообразного растительного материала — кусочков зелёного мха, лишайника, стебельков трав, папоротника, веточек ели, ивы и осины. Весь это материал склеивается большим количеством паутины. Изнутри, помимо вышеперечисленного, гнездо выложено шерстью, перьями, растительным пухом и мелкими кусочками берёсты. Внутреннее пространство гнезда очень тесное — птенцы сидят в нём, прижавшись друг к другу и при этом иногда на двух ярусах.

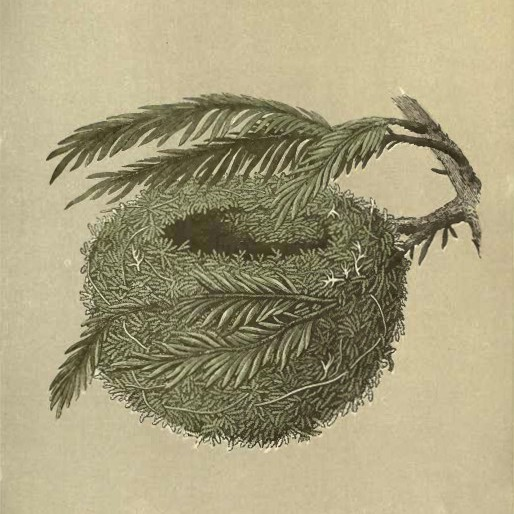
Рисунок гнезда на ветке хвойного дерева
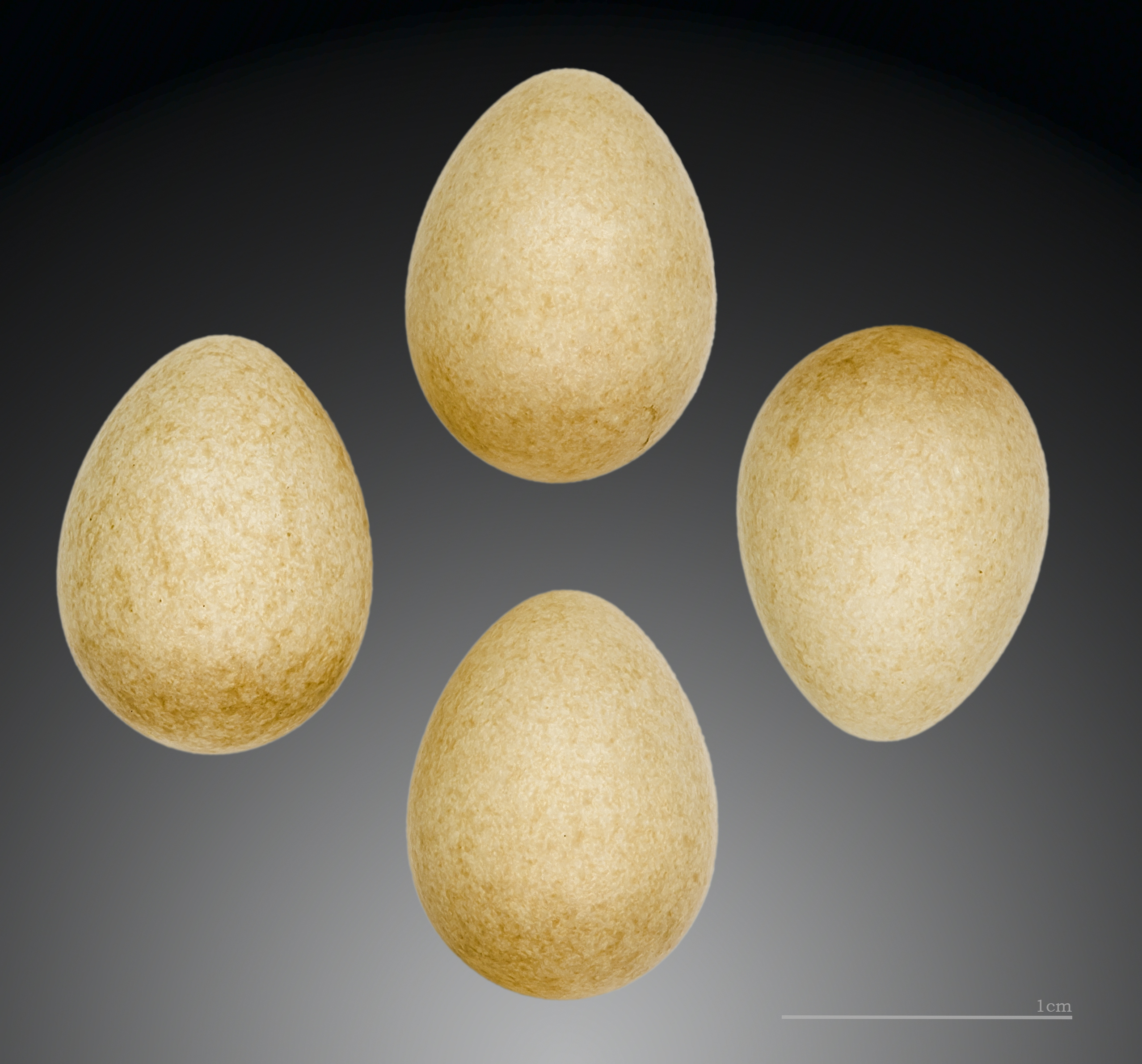
Regulus regulus regulus
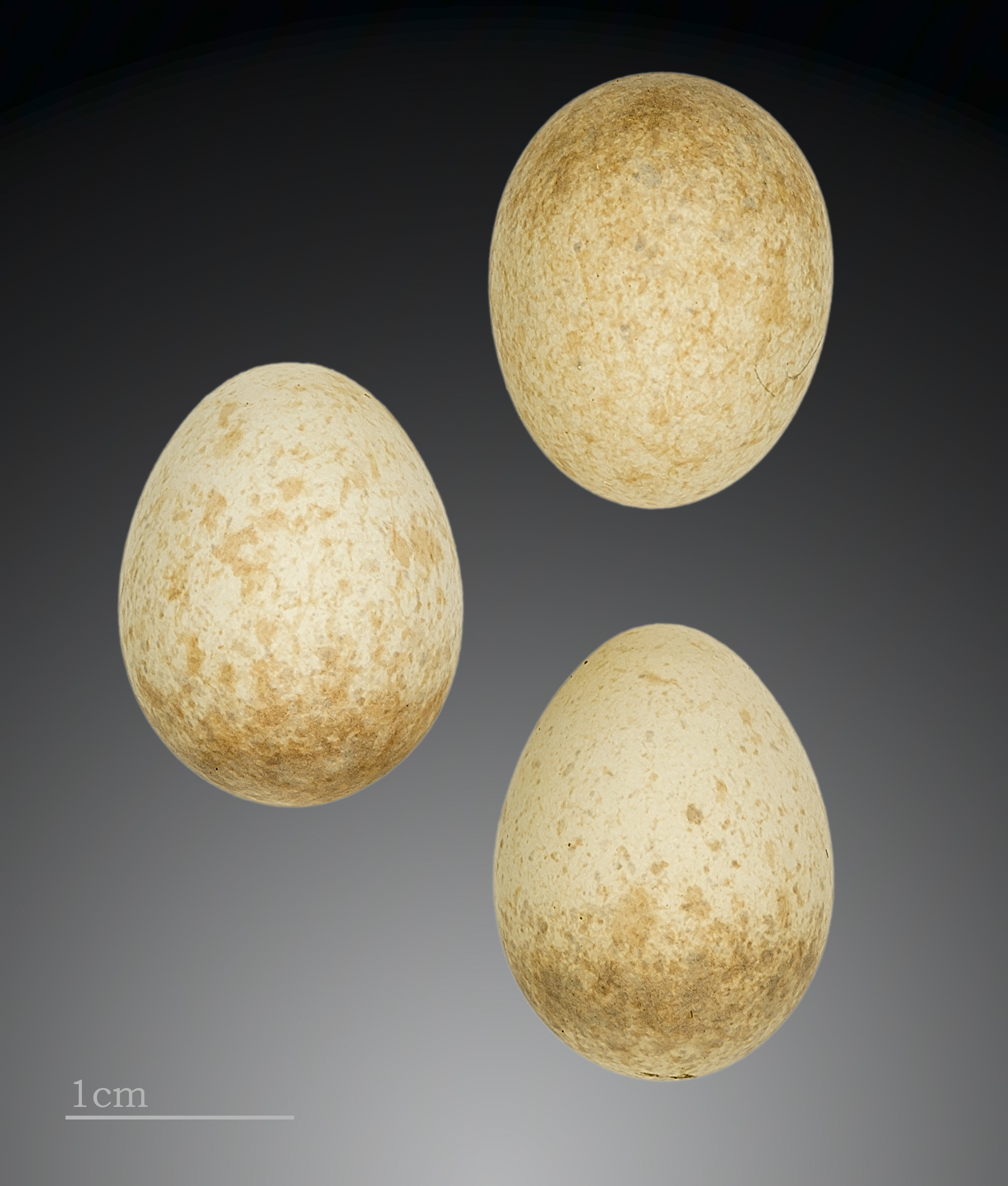
Regulus regulus azoricus
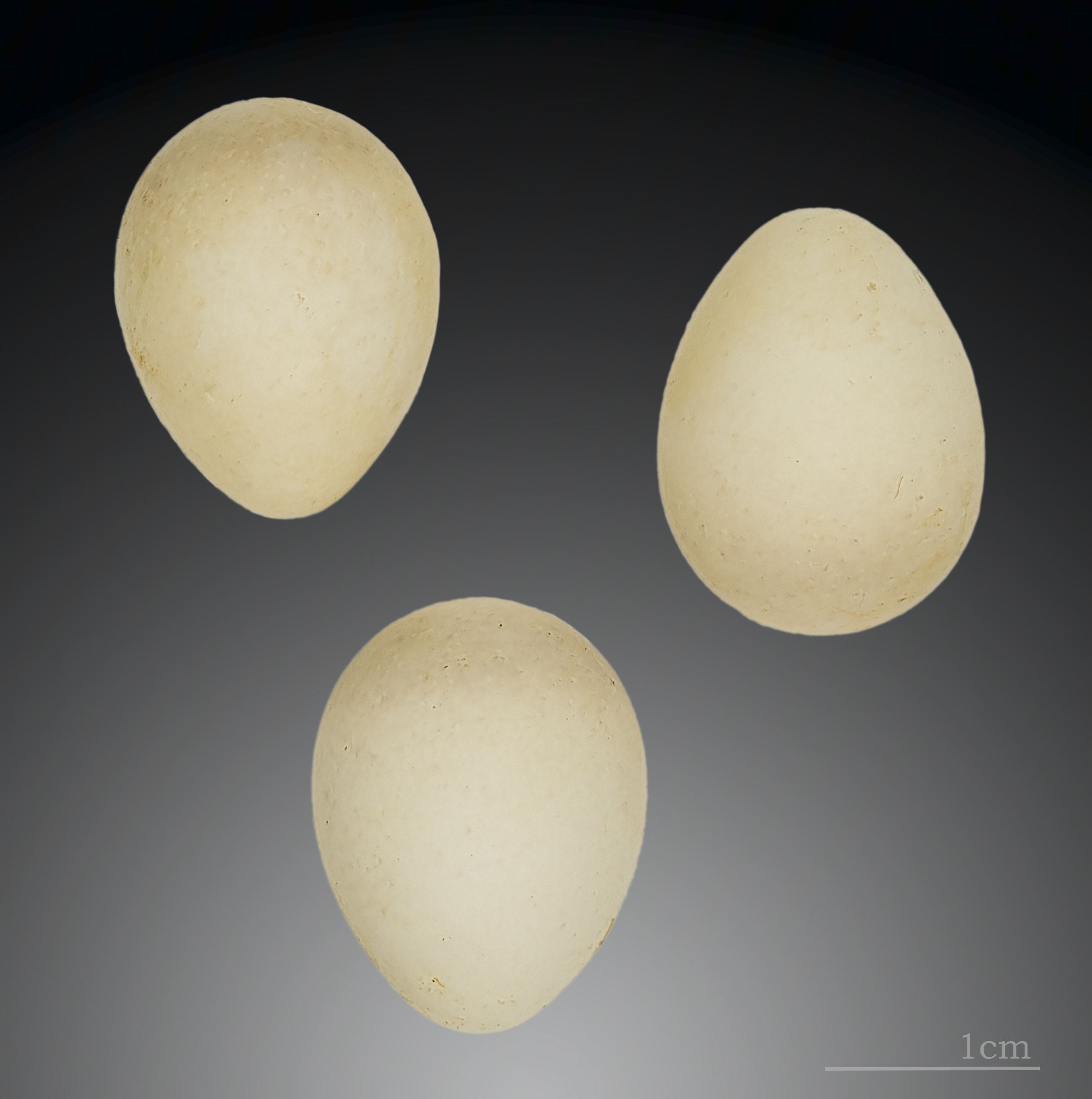
Regulus regulus inermis
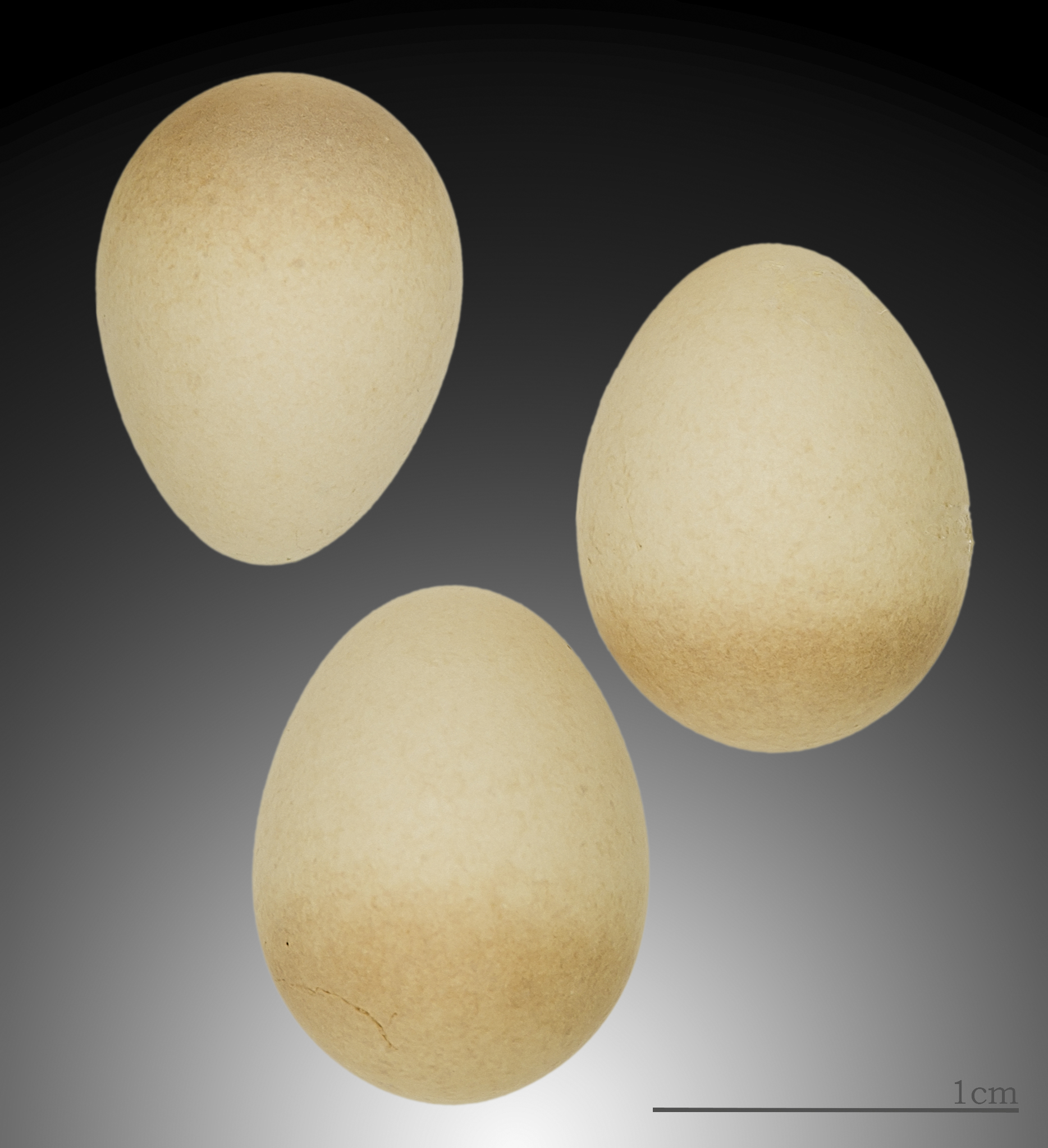
Regulus regulus teneriffae

В году две кладки, каждая из которых состоит из 6—12 (обычно 8—10) яиц белого цвета с лёгким желтоватым либо кремовым налётом и очень мелким светло-коричневым или ржавчатым крапом. Яйца очень мелкие: (12—15) х (9—11) мм. Насиживает одна самка в течение 16—19 дней, начиная с середины кладки. У только что появившихся на свет птенцов пуховой наряд почти полностью отсутствует, за исключением редкого тёмно-серого пушка на голове. После вылупления самка ещё в течение недели непрерывно находится в гнезде, обогревая потомство. В этот период, как и во время насиживания, корм в гнездо приносит только самец, а позже трудятся оба родителя. В возрасте 17—22 дней птенцы покидают гнездо и сидят рядком на ветке, а спустя несколько дней начинают потихоньку перепархивать. В течение недели взрослые птицы подкармливают их, пока те не становятся полностью самостоятельными. Выпавшие из гнезда ещё нелётные птенцы стараются по стволу забраться наверх, цепляясь за неровности коры и издавая громкий писк — родители кормят их на месте.
По окончании гнездового периода молодые и взрослые птицы собираются в стайки, часто смешанные с лазоревкой, московкой, буроголовой гаичкой, пищухой, пеночками и другими мелкими птицами, и кочуют в поисках корма. Также были замечены "игры" среди достаточно взрослых слетков. Так в них может участвовать 4-6 слетков. Средняя продолжительность жизни королька составляет 2 года, а максимально известный возраст зарегистрирован на территории Дании — 5 лет и 5 месяцев. По результатам кольцевания самому старому желтоголовому корольку было 7 лет (Рябицев, 2008).

## Питание

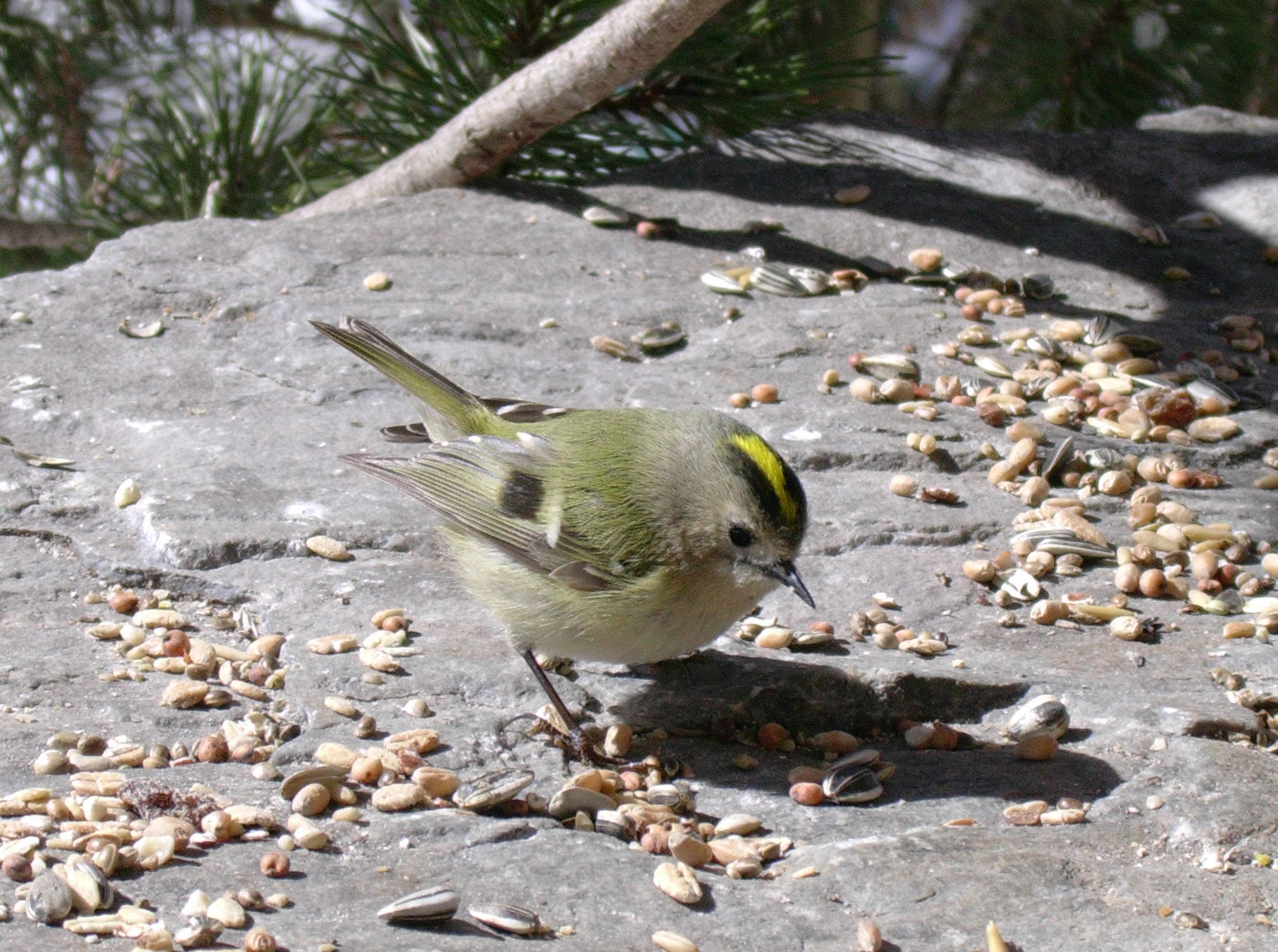
В поисках корма

Питается преимущественно мелкими беспозвоночными и их личинками. Немалую долю в рационе составляют тля, ногохвостки и гусеницы, особенно в период размножения. Употребляют в пищу пауков, мелких жуков, цикад, перепончатокрылых, двукрылых, веснянок, ручейников, комаров-долгоножек, короедов, сеноедов и т. п. В небольшом количестве кормятся семенами хвойных деревьев.
Пищу добывают в верхнем ярусе леса — кроне хвойных деревьев, в щелях коры, под слоем лишайника. Изредка опускаются и подбирают корм с земли. Вследствие малого размера и высокой скорости обмена веществ корольки вынуждены постоянно находиться в поиске корма, даже во время демонстративного пения или строительства гнезда. Всего за 12 минут голодания желтоголовый королёк может сбросить до трети своего веса, а меньше чем за час умереть с голоду.

## Подвиды
Справочник «Handbook of the birds of the world» перечисляет 14 подвидов желтоголового королька, распространённого в Евразии, Канарских и Азорских островах:
- R. r. regulus (Linnaeus, 1758) — Европа, Западная Сибирь
- R. r. coatsi Sushkin, 1904 — Центральная Сибирь (на восток до Алтайских гор и озера Байкал).
- R. r. inermis Murphy & Chapin, 1929 — западные и центральные Азорские острова (Флориш, Фаял, Сан-Жоржи, Пику, Терсейра).
- R. r. azoricus Seebohm, 1883 — остров Сан-Мигел в восточной группе Азорских островов.
- R. r. sanctaemariae Vaurie, 1954 — остров Санта-Мария в восточной группе Азорских островов.
- R. r. ellenthalerae Päckert, 2006 — Канарские острова Иерро и Пальма.
- R. r. teneriffae Seebohm, 1883 — Канарские острова Тенерифе и Гомера.
- R. r. buturlini Loudon, 1911 — Крым, Малая Азия, Кавказ.
- R. r. hyrcanus Zarudny, 1910 — Северный Иран.
- R. r. tristis Pleske, 1892 — Тянь-Шань.
- R. r. himalayensis Bonaparte, 1856 — Центральная Азия от восточного Афганистана на восток до западных склонов Гималаев.
- R. r. sikkimensis R. Meinertzhagen & A. Meinertzhagen, 1926 — восточный Непал, восточные склоны Гималаев на восток до северного и центрального Китая (от северо-восточных районов провинции Цинхай до юго-западного Ганьсу).
- R. r. yunnanensis Rippon, 1906 — северо-восточнная Мьянма, центральные районы Китая (от южного Шэньси и Сычуань на юг до юго-восточного Сицзан и северного Юньнань).
- R. r. japonensis Blakiston, 1862 — Приморье, Сахалин, южные Курилы, японские острова Хоккайдо и Хонсю.